# Michael Guevara
Michael Guevara (Lima, 10 de junio de 1984) es un exfutbolista peruano. Jugaba de centrocampista y tiene 40 años.

## Trayectoria
Michael Guevara se inició en las divisiones menores de Universitario de Deportes, con el cual debutó en Primera en el año 2002 con solo 18 años ese año ganó el Torneo Apertura 2002 logrando así clasificar a la Copa Libertadores 2003, en el 2004 comparte el equipo con experimentados como Jose Luis Carranza, Fernando del Solar y Gregorio Bernales clasificando así a la Copa Sudamericana 2005. En 2006 jugó por Unión Huaral y al año siguiente fue transferido a Sport Boys. En el año 2007 retornó a la «U», mientras que al año siguiente jugó por Juan Aurich y la Universidad César Vallejo. En marzo de 2009 fue transferido al Jagiellonia Białystok de Polonia, donde militó durante tres meses y compartió camerino con Kamil Grosicki.
En junio de 2009 fue transferido al Colegio Nacional de Iquitos y al año siguiente a Sport Boys. Debido a la falta de pagos en Sport Boys, decidió irse del club. Para la temporada 2012, fichó por la Universidad de San Martín; sin embargo, dejó de pertenecer al club debido a que éste decidió cerrar sus puertas despidiendo a todo su plantel en medio de la crisis del fútbol peruano. Luego pasó por el Once Caldas de Colombia y regresó al Perú.
Para la temporada 2016 defiende con el dorsal número 10 los colores del Unión Huaral de la segunda división peruana.

## Selección nacional
Ha sido internacional con la selección de fútbol del Perú en 12 ocasiones e hizo 3 asistencias. Debutó el 8 de febrero de 2011 en un encuentro amistoso ante la selección de Panamá que finalizó con marcador de 1-0 a favor de los peruanos.
| \| PJ \| Fecha \| Ciudad \| Oponente \| Resultado \| Competición \| Asis- \| \| --- \| ---------- \| --------- \| --------------- \| --------- \| -------------------------- \| ----- \| \| 1. \| 08-02-2011 \| Moquegua \| Panamá \| 1–0 \| Amistoso \| 1 \| \| 2. \| 29-03-2011 \| La Haya \| Ecuador \| 0–0 \| Amistoso \| 0 \| \| 3. \| 04-06-2011 \| Matsumoto \| República Checa \| 0–0 \| Copa Kirin \| 0 \| \| 4. \| 04-07-2011 \| San Juan \| Uruguay \| 1–1 \| Copa América 2011 \| 1 \| \| 5. \| 08-07-2011 \| Mendoza \| México \| 1–0 \| Copa América 2011 \| 1 \| \| 6. \| 12-07-2011 \| Mendoza \| Chile \| 0–1 \| Copa América 2011 \| 0 \| \| 7. \| 23-07-2011 \| La Plata \| Venezuela \| 4–1 \| Copa América 2011 \| 0 \| \| 8. \| 02-09-2011 \| Lima \| Bolivia \| 2–2 \| Amistoso \| 0 \| \| 9. \| 05-09-2011 \| La Paz \| Bolivia \| 0–0 \| Amistoso \| 0 \| \| 10. \| 15-11-2011 \| Quito \| Ecuador \| 0–2 \| Eliminatorias Mundial 2014 \| 0 \| \| 11. \| 29-02-2012 \| Túnez \| Túnez \| 1–1 \| Amistoso \| 0 \| \| 12. \| 21-03-2012 \| Arica \| Chile \| 1–3 \| Copa del Pacífico 2012 \| 0 \| |            |           |                 |           |                            |       |
| PJ | Fecha      | Ciudad    | Oponente        | Resultado | Competición                | Asis- |
| 1. | 08-02-2011 | Moquegua  | Panamá          | 1–0       | Amistoso                   | 1     |
| 2. | 29-03-2011 | La Haya   | Ecuador         | 0–0       | Amistoso                   | 0     |
| 3. | 04-06-2011 | Matsumoto | República Checa | 0–0       | Copa Kirin                 | 0     |
| 4. | 04-07-2011 | San Juan  | Uruguay         | 1–1       | Copa América 2011          | 1     |
| 5. | 08-07-2011 | Mendoza   | México          | 1–0       | Copa América 2011          | 1     |
| 6. | 12-07-2011 | Mendoza   | Chile           | 0–1       | Copa América 2011          | 0     |
| 7. | 23-07-2011 | La Plata  | Venezuela       | 4–1       | Copa América 2011          | 0     |
| 8. | 02-09-2011 | Lima      | Bolivia         | 2–2       | Amistoso                   | 0     |
| 9. | 05-09-2011 | La Paz    | Bolivia         | 0–0       | Amistoso                   | 0     |
| 10. | 15-11-2011 | Quito     | Ecuador         | 0–2       | Eliminatorias Mundial 2014 | 0     |
| 11. | 29-02-2012 | Túnez     | Túnez           | 1–1       | Amistoso                   | 0     |
| 12. | 21-03-2012 | Arica     | Chile           | 1–3       | Copa del Pacífico 2012     | 0     |

### Participaciones en Copa América
| Copa América      | Sede      | Resultado     | Partidos | Goles | Asistencias |
| ----------------- | --------- | ------------- | -------- | ----- | ----------- |
| Copa América 2011 | Argentina | Tercer puesto | 4        | 0     | 2           |

## Clubes
| Club                      | País     | Año         |
| ------------------------- | -------- | ----------- |
| Universitario de Deportes | Perú     | 2002 - 2005 |
| Unión Huaral              | Perú     | 2006        |
| Sport Boys                | Perú     | 2006 - 2007 |
| Universitario de Deportes | Perú     | 2007        |
| Juan Aurich               | Perú     | 2008        |
| Universidad César Vallejo | Perú     | 2008        |
| Jagiellonia Białystok     | Polonia  | 2009        |
| CNI                       | Perú     | 2009        |
| Sport Boys                | Perú     | 2010 - 2011 |
| Universidad de San Martín | Perú     | 2012        |
| Juan Aurich               | Perú     | 2012 - 2013 |
| Once Caldas               | Colombia | 2013        |
| UTC                       | Perú     | 2014        |
| Unión Comercio            | Perú     | 2014        |
| Los Caimanes              | Perú     | 2015        |
| Unión Huaral              | Perú     | 2016 - 2017 |